# Powelliphanta rossiana
Powelliphanta rossiana es una especie de molusco gasterópodo de la familia Rhytididae de Nueva Zelanda.
Existe una subespecie sin confirmar denominada R. r. «Fox» encontrada en las cercanías del glaciar Fox de Nueva Zelanda.